# Parc-d'Anxtot
Parc-d'Anxtot är en kommun i departementet Seine-Maritime i regionen Normandie i norra Frankrike. Kommunen ligger i kantonen Bolbec som tillhör arrondissementet Le Havre. År 2022 hade Parc-d'Anxtot 579 invånare.

## Befolkningsutveckling
Antalet invånare i kommunen Parc-d'Anxtot
| Referens: INSEE |